# Poustinia

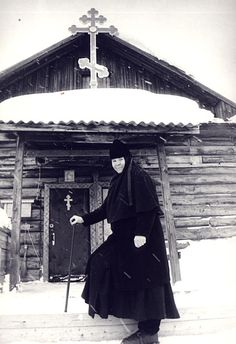
Une poustinia en Russie.

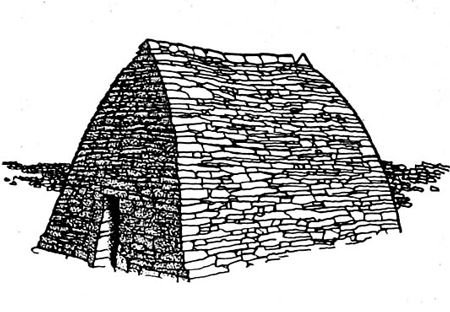
Une poustinia en Irlande

Une poustinia (mot d'origine russe : пустынь) est une hutte ou cabine isolée, ou parfois une simple chambre à l’intérieur d’une maison, aménagée de manière sobre et portant au recueillement où une personne peut se retirer pour quelque temps afin d’y prier et jeûner, seule, en présence de Dieu. Le mot, qui a son origine dans la spiritualité chrétienne russe, signifie « désert ». Celui ou celle qui a décidé de vivre en permanence dans une « poustinia » s’appelle « poustinik », sa vie étant celle d'un moine, sans être ermite. L'équivalent en occident pourrait être une celle.

## Histoire
Le mot comme la pratique sont présents de longue date dans la spiritualité chrétienne russe. Elle a son origine dans l’antique tradition des starets russes. L’idée fut introduite et rendue populaire dans la spiritualité occidentale catholique par la militante sociale Catherine Doherty, en particulier par son livre homonyme Poustinia, publié en 1975, qui eut un grand retentissement.   

## L’idée et le concept
La détachant de son milieu monastique originel, Catherine Doherty adapte cette pratique spirituelle au style de vie occidental et la rend accessible à l’entendement de personnes professionnellement très occupées. Elle décrit la poustinia comme « une entrée au désert, en solitude, dans un lieu de silence où l’on peut lever les deux bras vers le ciel en une attitude de prière et de pénitence, tourné vers Dieu dans une attitude d’expiation, d’intercession et réparation pour ses péchés et ceux des autres. Entrer dans une poustinia c’est écouter Dieu et entrer en kénose, dans l’abandon de soi-même à Dieu »
La poustinia est ainsi un lieu où tout un chacun, quel que soit son milieu et genre de vie, peut se retirer pour 24 heures de silence, solitude et prière. En fin de compte l’appel est en fait celui du ‘désert du cœur’ - au sens biblique - où l’on habite, seul avec Dieu, que ce soit sur le lieu de travail, de vie ou en un lieu désert. 
L’ameublement d’une poustinia est d’extrême sobriété: un lit, une table avec chaise, un crucifix et une Bible. Tout doit y conduire au recueillement.

## Poustinik en Russie
Le poustinik est celui qui est appelé à vivre avec Dieu seul, dans le désert (la ‘poustinia’). Il sert l’ensemble de la famille humaine par la prière, le jeûne et surtout sa disponibilité vis-à-vis de ceux qui viennent lui demander conseil dans la conduite de leur vie spirituelle. Même si seul, et donc moine, il n’est pas vraiment considéré comme ermite car il reste très présent à la communauté chrétienne locale. Les poustiniks étaient nombreux dans l’empire russe avant que ne commencent les persécutions religieuses, après la Révolution de 1917.
Un poustinik, souvent mais pas nécessairement un moine, partait en pèlerinage avec l’approbation et bénédiction de son guide spirituel. Ayant découvert le village où, semble-t-il, Dieu l’appelait il s’y installait avec la permission des anciens, s’engageant à prier pour les habitants du lieu. Sa poustinia était autant habitation qu’oratoire. Le poustinik y priait pour son salut personnel, celui du monde et particulièrement pour celui des habitants du village qui l’avait reçu.
C’était là la communauté chrétienne avec laquelle il avait des liens, d’autant plus qu’il était volontiers consulté comme directeur spirituel, ou pour résoudre tout autre problème familial ou social. Il était celui auquel on pouvait parler: il écoutait et parlait de l’amour du Christ dans chaque vie. Il participait volontiers également aux travaux communautaires du village particulièrement lorsqu’une urgence se présentait. Il ne remplaçait pas le prêtre - souvent un homme marié - qui lui s’occupait du culte.
Comme le poustinik recevait des disciples plus ou moins stables il n’était pas rare que sa poustinia se transforme au fil des temps en communauté religieuse et même en monastère.

## Poustinia en Irlande
L'Occident celtique a également pratiqué naguère quelque chose de semblable en Bretagne et en Irlande, où l'esprit du monachisme imprégna assez radicalement la société, particulièrement aux V-VI-VIIe siècles: de nombreuses communautés laïques naquirent et s'organisèrent alors autour des monastères, et près des lieux déserts où certains moines se retiraient pour un temps plus ou moins long. Les noms de ces lieux et de ces hommes se sont, pour beaucoup d'entre eux, perpétués jusqu'à aujourd'hui dans le nom de nombreuses paroisses et lieux-dits de l'actuelle Bretagne, la Cornouaille britannique (Cornwall), le Pays de Galles, l'Écosse et l'Irlande. Ainsi, les Églises de l'"Extrême-Occident", soit les Églises celtiques, se développèrent dans un esprit similaire à celui de la Russie, et ceci sur la base des expériences que les Bretons firent avec les Pères du Désert, en Terre Sainte ou en Égypte, et qu'ils importèrent dans leur pays. Malheureusement, cet élan de ferveur chrétienne s'éteignit en Bretagne, Écosse et Irlande au lendemain des invasions Vikings qui dévastèrent ces pays, bien que ces traditions spirituelles s'y perpétuèrent de façon sporadique.